# Ленинградский (Новосибирская область)
Ленингра́дский — посёлок в Краснозёрском районе Новосибирской области. Входит в состав Казанакского сельсовета.

## География
Площадь посёлка — 60 гектаров.

## Население
| 2002 | 2007 | 2010 |
| ---- | ---- | ---- |
| 197  | ↘193 | ↘139 |

## Инфраструктура
В посёлке по данным на 2007 год функционируют 1 учреждение здравоохранения и 1 учреждение образования.